# 에어로진 50
A-50(Aerozine 50)은 하이드라진 50%에 UDMH 50%을 혼합한 액체로켓 연료이다. 타이탄 2호 핵미사일을 위해 미국 에어로젯사에서 1950년 후반에 개발되었다.
에어로진 50은 하이드라진 보다 안정적이고, UDMH 보다 밀도와 끓는점이 높다.
에어로진 50은 주로 행성간 우주선의 연료로 사용된다. 왜냐하면 극저온인 액체산소, 액체수소와는 달리, 에어로진 50은 실내온도에서 액체상태이다. 그래서 끓어넘치지 않고 액체상태로 보관될 수 있다. 그래서 장기간의 행성간 임무에 적합하다.
에어로진 50은 타이탄 2호, 타이탄 3호, 타이탄 4호와 같은 ICBM에 많이 사용되었다. 왜냐하면 ICBM은 오랜 기간 보관될 필요가 있으며, 짧은시간 안에 즉시 발사되어야 한다. 그래서 로켓에 액체연료가 미리 주입되어 있어야만 한다.
에어로진 50은 또한 델타 2호의 상단부에도 사용된다. 아폴로 달착륙선과 아폴로 달궤도선에도 사용되었다.
유럽의 아리안 1호, 아리안 2호, 아리안 3호, 아리안 4호도 이와 비슷한 75% UDMH, 25% 하이드라진의 혼합물인 UH-25라는 액체연료를 사용한다.

## 같이 보기
- UH-25
- UDMH
- 하이드라진